# Бездрицька сільська територіальна громада
Бездрицька сільська територіальна громада — територіальна громада в Україні, в Сумському районі Сумської області. Адміністративний центр — село Бездрик.
Площа громади — 82,69 км², населення — 3578 мешканців (2018).
Утворена 5 вересня 2016 року шляхом об'єднання Бездрицької і Токарівської сільських рад Сумського району.
19 липня 2020 року, в результаті адміністративно-територіальної реформи та ліквідації Сумського району(1923—2020), громада увійшла до складу новоутвореного Сумського району.

## Населені пункти
До складу громади входять 4 села: Бездрик, Зацарне, Токарі та Червона Діброва.